# 83. Infanterie-Brigade (Deutsches Kaiserreich)
Die 83. Infanterie-Brigade war ein von 1897 bis 1919 bestehender Großverband der Preußischen Armee.

## Geschichte
Die Brigade wurde zum 1. April 1897 in Hanau errichtet und ihr waren die Infanterie-Regimenter Nr. 166 und 167 unterstellt. Gemeinsam mit der 41. und 42. Infanterie- sowie der 21. Kavallerie-Brigade bildete sie die 21. Division des XI. Armee-Korps. Im Zuge der Bildung des XVIII. Armee-Korps trat die Brigade zum 1. April 1899 unter das Kommando der 38. Division und verlegte in die neue Garnison nach Erfurt. Zu diesem Zeitpunkt schieden die bislang unterstellten Infanterieregimenter aus dem Brigadeverbund und wurden durch das Infanterie-Regiment Nr. 94 und 96 ersetzt.

### Erster Weltkrieg
Mit Ausbruch des Ersten Weltkriegs machte die Brigade im Verbund mit der übergeordneten 38. Infanterie-Division mobil. Seit dem 15. Mai 1915 verstärkte das 6. Thüringische Infanterie-Regiment Nr. 95 die Brigade.

### Kommandeure
| Dienstgrad   | Name                            | Datum                                                         |
| ------------ | ------------------------------- | ------------------------------------------------------------- |
|              | Moritz von und zu Gilsa         | 22. März 1897 bis 7. Oktober 1898                             |
|              | Waldemar Kettner                | 08. Oktober 1898 bis 17. August 1901                          |
| Oberst       | Heinrich von Gablenz            | 18. August bis 17. Dezember 1901 (mit der Führung beauftragt) |
| Generalmajor | Heinrich von Gablenz            | 18. Dezember 1901 bis 17. April 1903                          |
| Generalmajor | Fritz von Weller                | 18. April 1903 bis 21. April 1905                             |
|              | Paul von Rohrscheidt            | 22. April 1905 bis 13. April 1907                             |
|              | Hugo von Kathen                 | 14. April 1907 bis 21. März 1910                              |
|              | Roderich von Dewitz             | 22. März 1910 bis 21. April 1912                              |
|              | Paul Weese                      | 22. April 1912 bis 30. September 1913                         |
|              | Thilo von Hanstein              | 01. Oktober 1913 bis 29. März 1915                            |
|              | Bodo von Unruh                  | 30. März 1915 bis 26. Juni 1916                               |
|              | Otto Karl Wilhelm Neubaur       | 27. Juni 1916 bis 24. August 1917                             |
|              | Ernst Gräser                    | 25. August bis 3. November 1917                               |
| Oberst       | August Schenck zu Schweinsberg  | 04. November 1917 bis 17. Dezember 1918                       |
|              | Adolf Braun                     | 18. Dezember 1918 bis 23. Februar 1919                        |
|              | Albrecht Finck von Finckenstein | 24. Februar bis 7. August 1919                                |